# Helenium drummondii
Helenium drummondii là một loài thực vật có hoa trong họ Cúc. Loài này được H.Rock mô tả khoa học đầu tiên năm 1957.